# U Strejčkova lomu
U Strejčkova lomu je přírodní památka poblíž obce Krčmaň v okrese Olomouc. Chráněné území je ve správě Krajského úřadu Olomouckého kraje.

## Předmět ochrany
Důvodem ochrany je uchování rostlinného společenstva travnaté stepi v okolí bývalého vápencového lomu. Z teplomilných druhů rostlin se v prvé řadě jedná o koniklec velkokvětý (Pulsatilla grandis), který je evropsky významných druhem, dále zde roste hvozdík kartouzek (Dianthus carthusianorum), máčka ladní (Eryngium campestre), vstavač trojzubý (Neotinea tridentata), len žlutý (Linum flavum), hvězdnice chlumní (Aster amellus), růže keltská (Rosa gallica) a bělozářka větevnatá (Anthericum ramosum). V prostoru přírodní památky se vyskytují stepní druhy motýlů, jako například soumračník žlutoskvrnný (Thymelicus acteon), modrásek vikvicový (Polyommatus coridon) a vřetenuška (Zygaena filipendulae).

## Fotogalerie

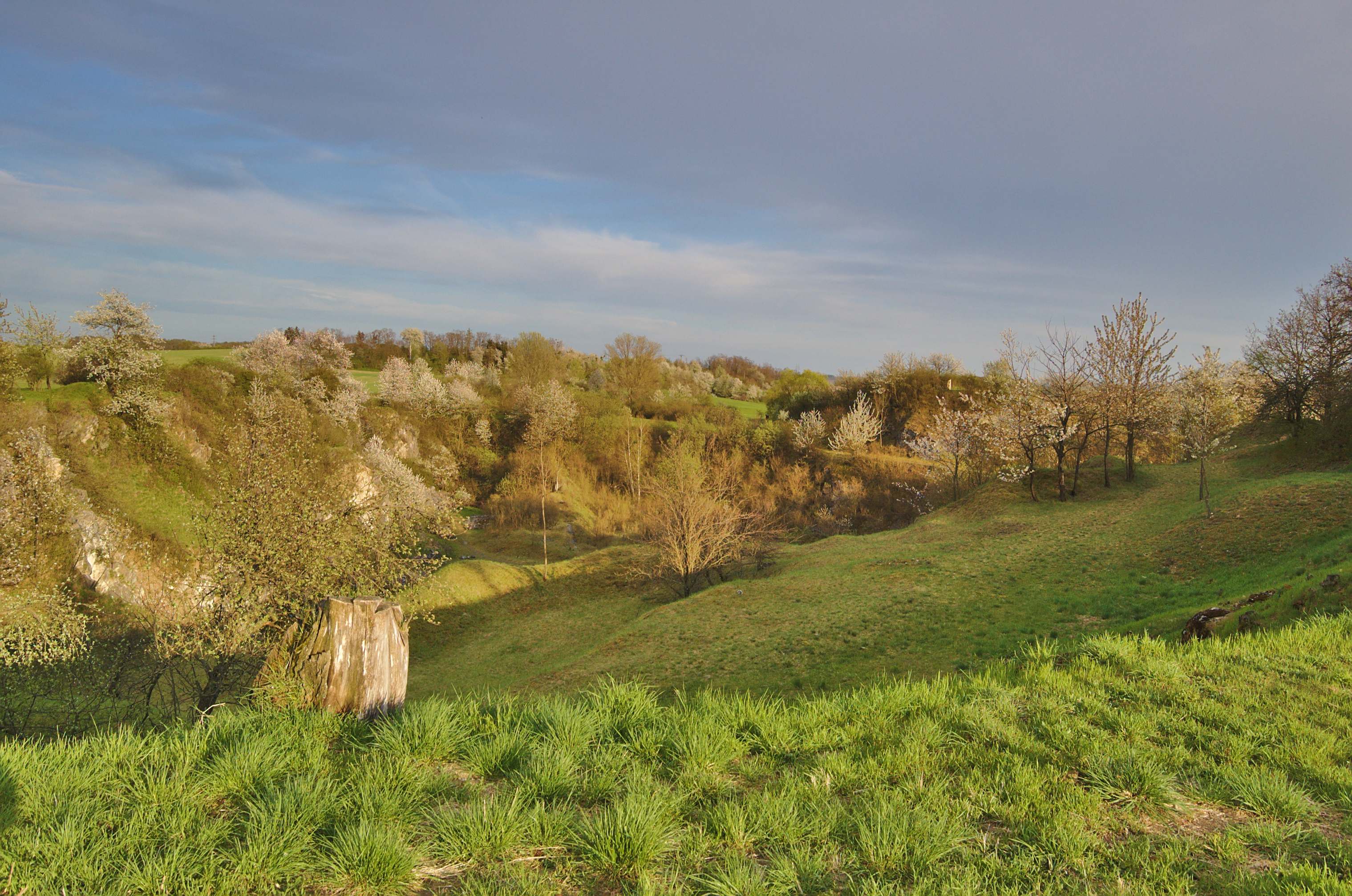
Celkový pohled na lom z jihozápadu
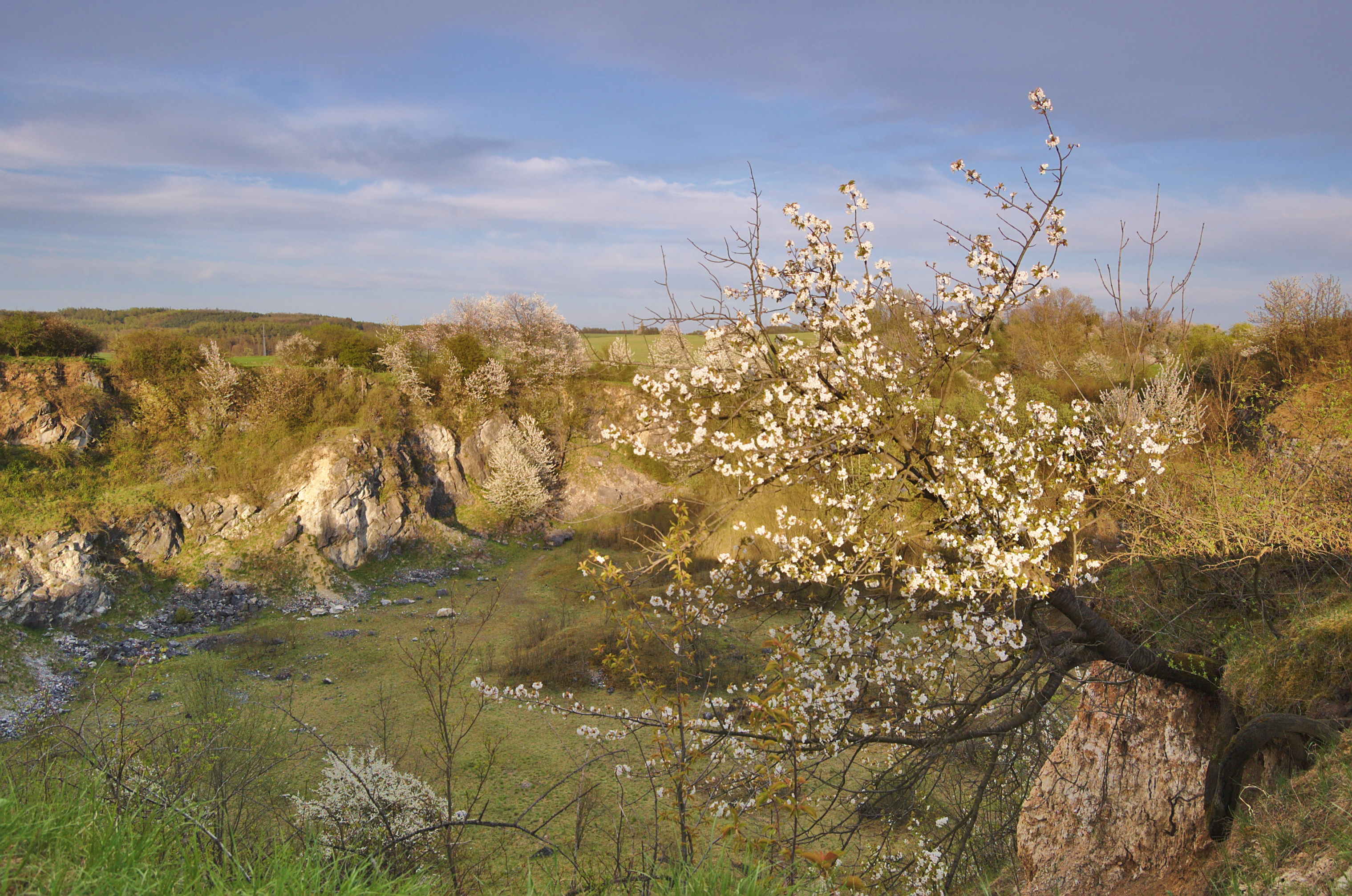
Pohled na lom z jihozápadu
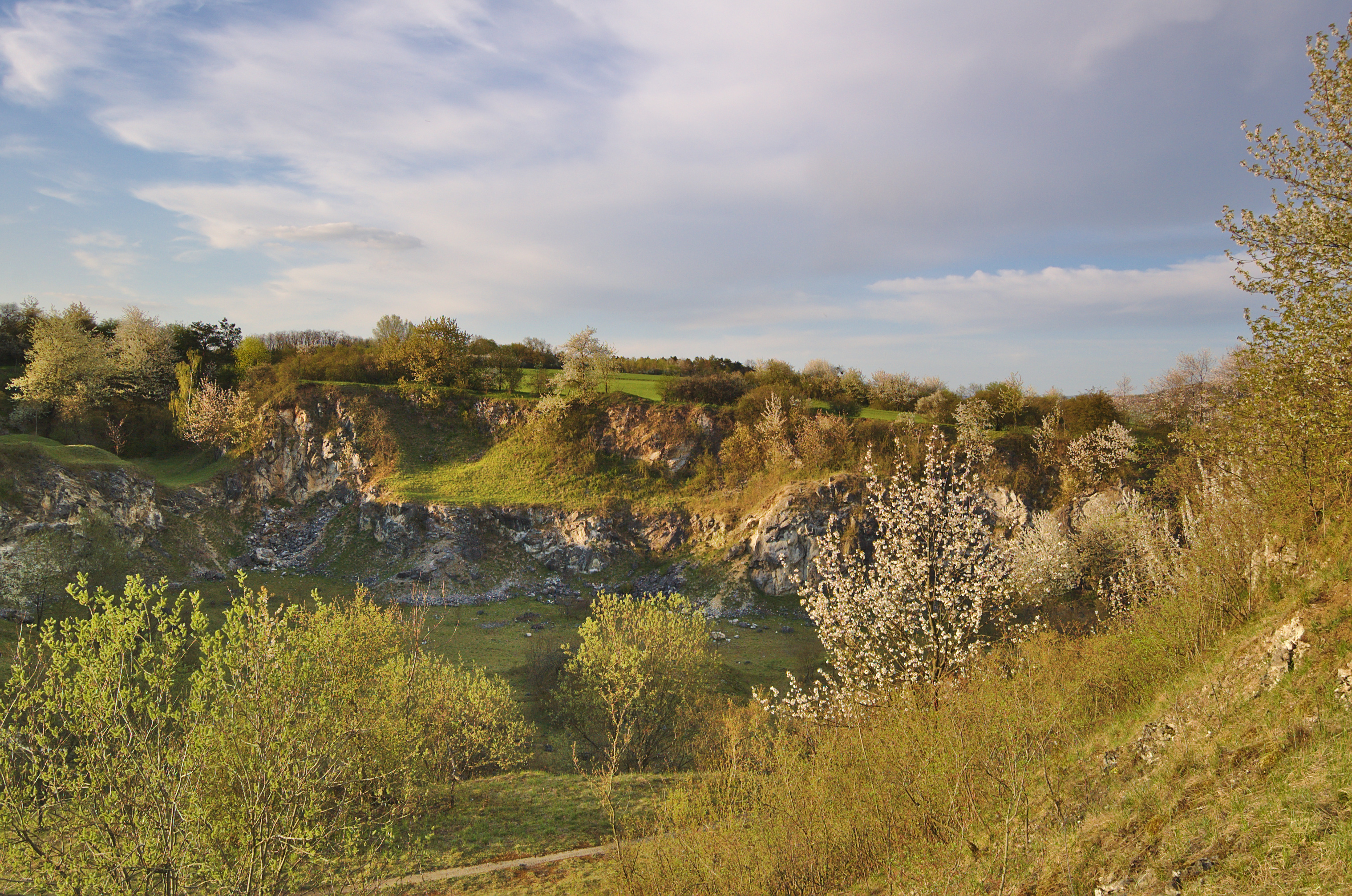
Mírně zvlněná krajina na severozápad od lomu
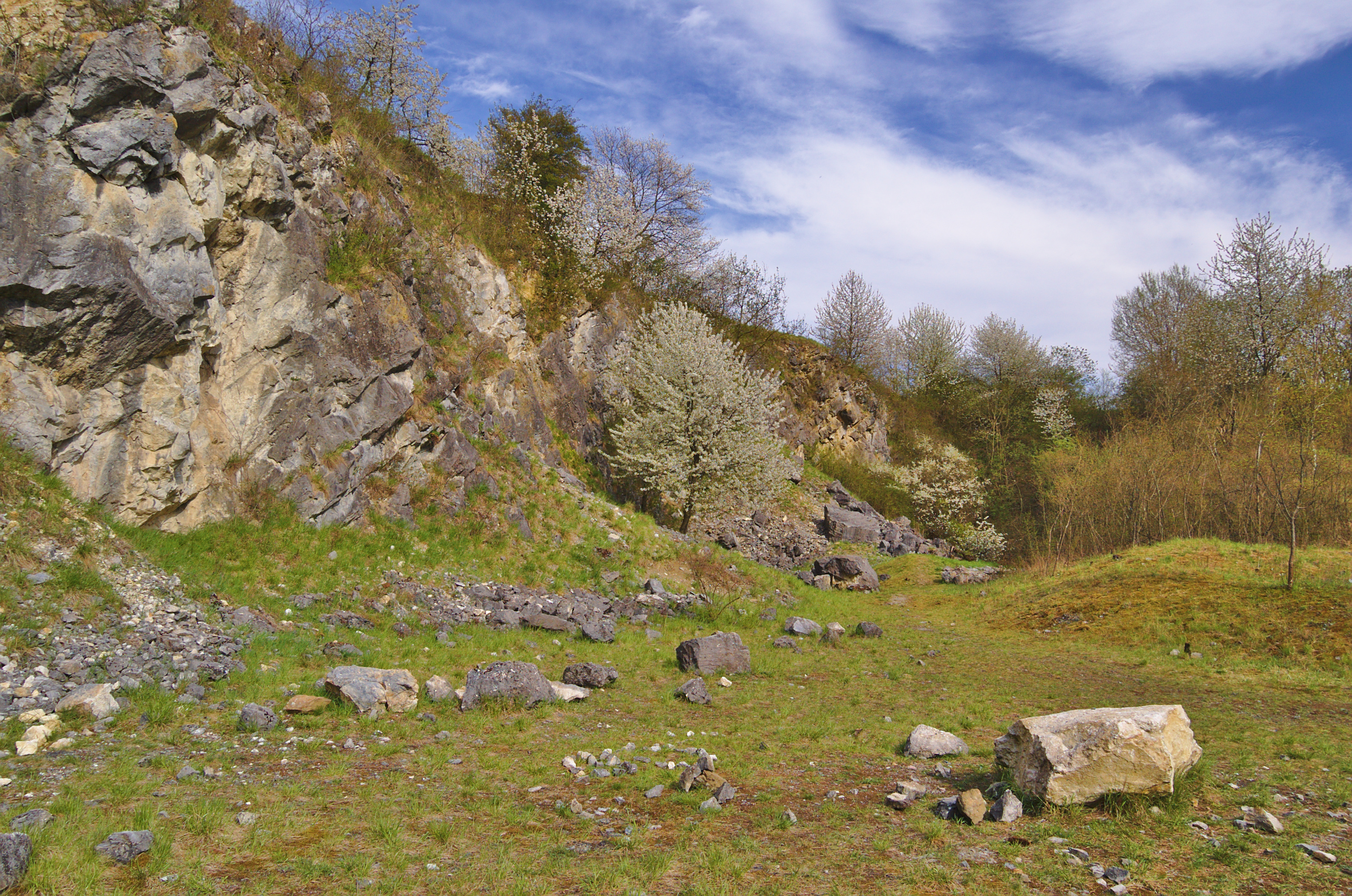
Dno lomu
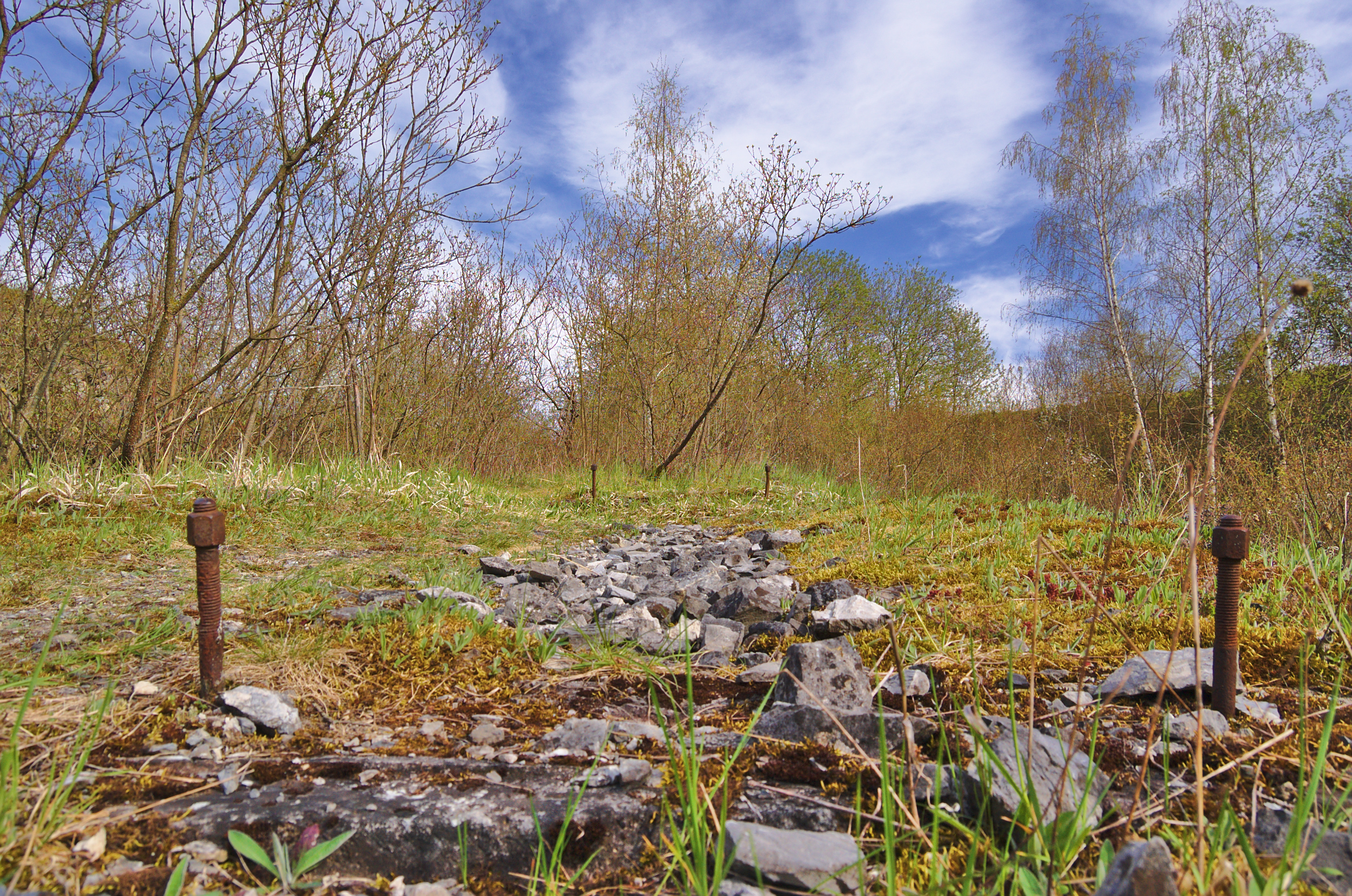
Pozůstatky po zařízení na vyvážení vytěženého vápence
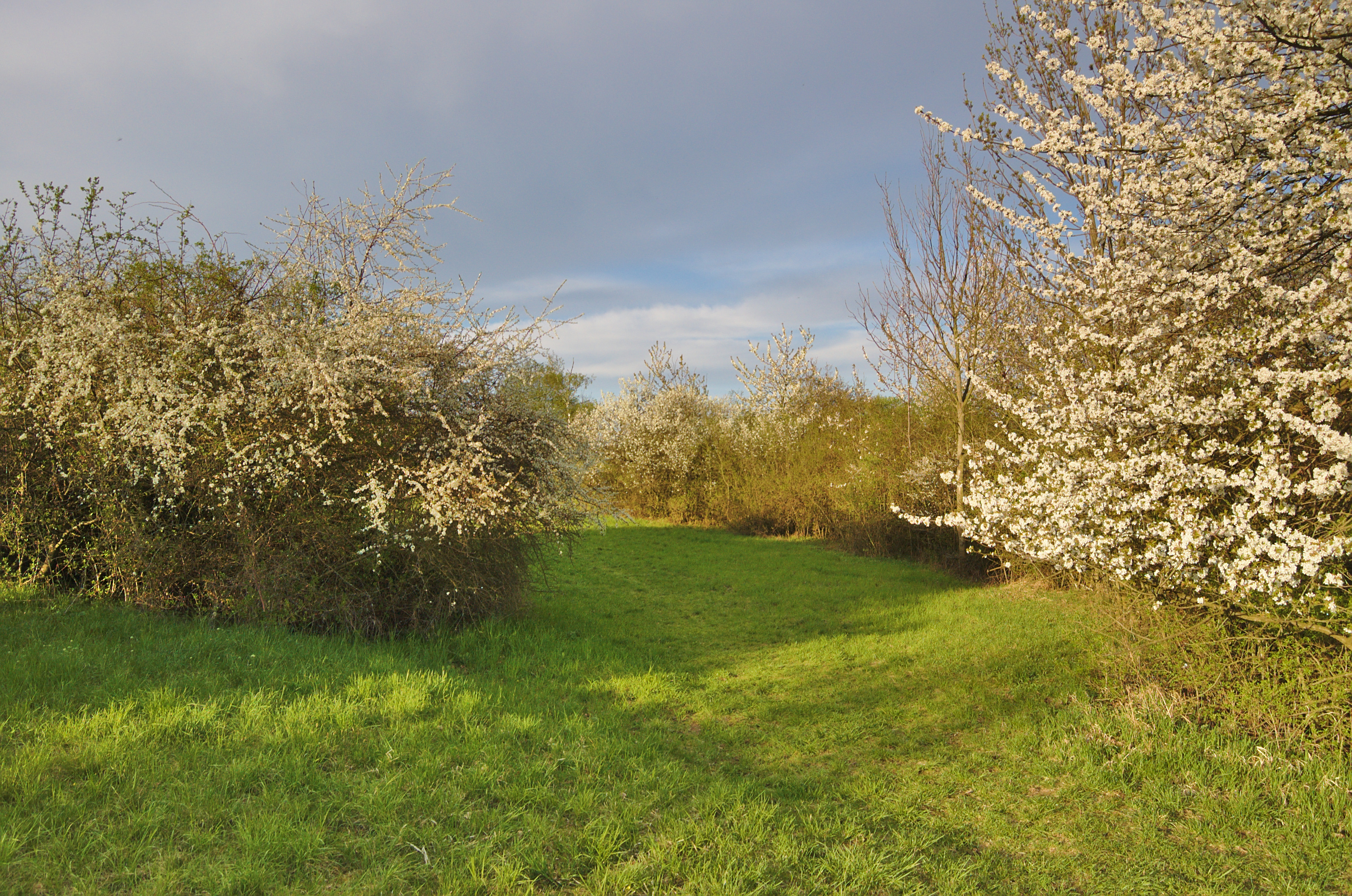
Loučky s chráněnými rostlinami v jižní části